# Saillenard
Saillenard ist eine französische Gemeinde im Département Saône-et-Loire in der Region Bourgogne-Franche-Comté. Sie gehört zum Arrondissement Louhans und zum Kanton Pierre-de-Bresse. Der Ort hat 810 Einwohner (Stand 1. Januar 2022), sie werden Saillenardais, resp. Saillenardaises genannt.

## Geografie

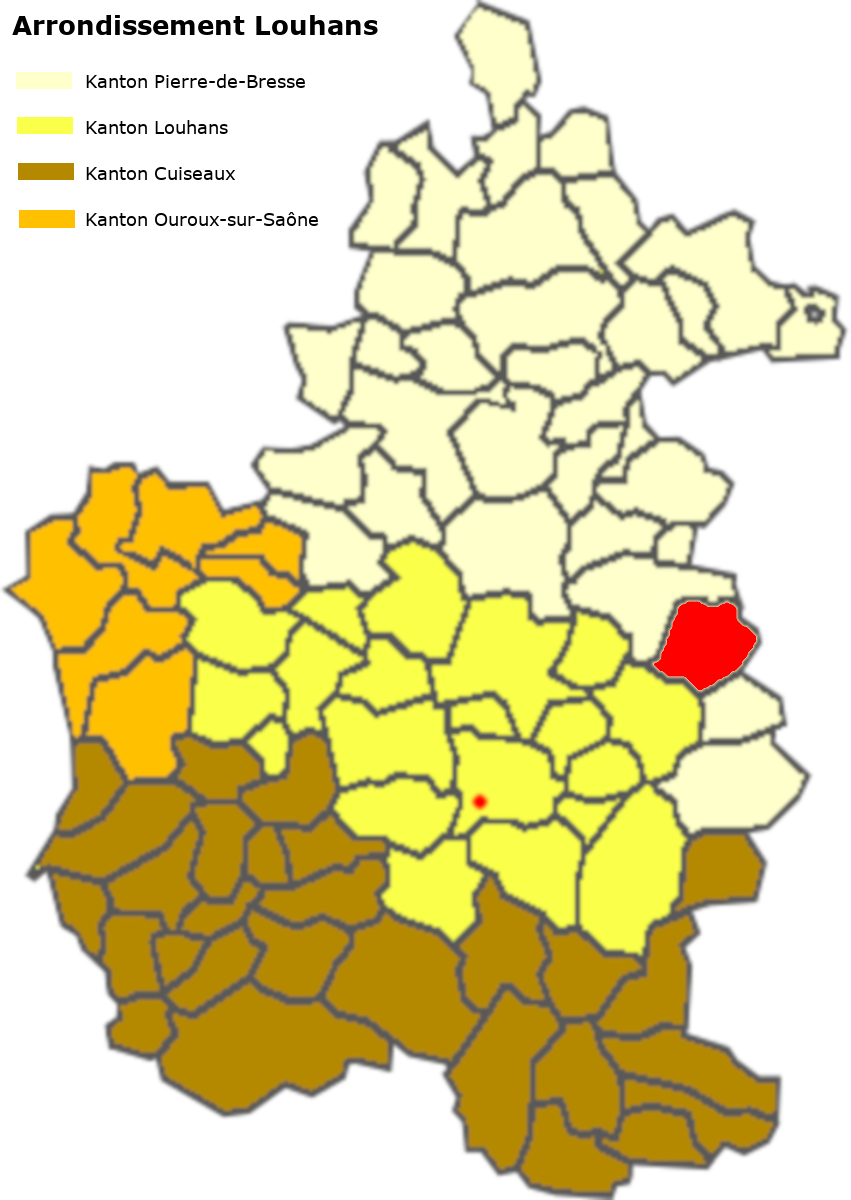
Lage der Gemeinde im Arrondissement Louhans

Die Gemeinde liegt in der Landschaft Bresse, fast in halber Höhe des Arrondissement Louhans an seiner Ostgrenze, und stößt im Osten an drei Gemeinden des Département Jura. Von Süden nach Norden durchzieht Le Teuil das Gemeindegebiet, er nimmt den Bief de l’Étang de Coran auf, der im Südosten der Gemeinde entspringt und im Norden den Bief du Renouillier, der entlang der nördlichen Grenze fließt. Die östliche Gemeindegrenze bildet der Ruisseau le Jeanbon, während im äußersten Westen der Ruisseau la Boissine kurz die Gemeinde streift. Von Nordwesten nach Südosten durchzieht die Departementsstraße D87 die Gemeinde und verbindet Saint-Germain-du-Bois mit Beaurepaire-en-Bresse. Die Gemeinde ist recht stark bewaldet, vor allem im Süden und Westen. In den Niederungen des Teuil finden sich etliche Pappelplantagen. Zur Gemeinde gehören folgende Weiler und Fluren: les Bardollets, Bellevue, Bois-Clair, le Bois-Maillot, la Boissine (Gewässer), les Bordes, Chamottey, Coran, le Coreau, les Équemines, la Forêt-de-Saillenard, les Gouilles, le Jambon, Maison-Neuve, la Mare-Magnin, la Marne, Moroge, la Motte, Moulin-d’Allarme, Quatroy, Rebuans, le Renouillier, la Ronce, Sauvagette, le Teuil (Gewässer), la Tuilerie, Villemartin.

### Klima
Das Klima in Saillenard ist warm und gemäßigt. Es gibt das ganze Jahr über deutliche Niederschläge, selbst der trockenste Monat weist noch hohe Niederschlagsmengen auf. Die Klassifikation des Klimas nach Köppen und Geiger ist Cfb ((Gemäßigtes) Ozeanklima). Die Temperatur liegt im Jahresdurchschnitt bei 11,8 °C. Der wärmste Monat ist der Juli mit einer Durchschnittstemperatur von 20,9 °C, der kälteste der Januar mit 3,1 °C. Über ein Jahr verteilt summieren sich die Niederschläge auf 1081 mm, dabei ist der November mit 117 mm der niederschlagsreichste, während Juli als trockenster Monat 72 mm aufweist. Über das ganze Jahr werden etwa 2764 Sonnenstunden gezählt.
|                        | Jan | Feb | Mär  | Apr  | Mai  | Jun  | Jul  | Aug  | Sep  | Okt  | Nov  | Dez |   |      |
| Mittl. Temperatur (°C) | 3,1 | 3,7 | 7,4  | 11,0 | 14,8 | 18,9 | 20,9 | 20,5 | 16,7 | 12,8 | 7,2  | 4,0 | ⌀ | 11,8 |
| Mittl. Tagesmax. (°C)  | 6,1 | 7,5 | 11,8 | 15,6 | 19,1 | 23,5 | 25,5 | 25,2 | 21,2 | 16,8 | 10,4 | 6,8 | ⌀ | 15,8 |
| Mittl. Tagesmin. (°C)  | 0,4 | 0,3 | 3,1  | 6,2  | 10,1 | 14,0 | 16,0 | 15,7 | 12,5 | 9,1  | 4,3  | 1,3 | ⌀ | 7,8  |
|                        |     |     |      |      |      |      |      |      |      |      |      |     |   |      |
| Niederschlag (mm)      | 98  | 83  | 80   | 90   | 93   | 77   | 72   | 73   | 87   | 104  | 117  | 107 | Σ | 1081 |

| 0,4 |

| 0,3 |

| 3,1 |

| 6,2 |

| 10,1 |

| 14,0 |

| 16,0 |

| 15,7 |

| 12,5 |

| 9,1 |

| 4,3 |

| 1,3 |

| 0,4 |

| 0,3 |

| 3,1 |

| 6,2 |

| 10,1 |

| 14,0 |

| 16,0 |

| 15,7 |

| 12,5 |

| 9,1 |

| 4,3 |

| 1,3 |

## Toponymie
Der Ort wird erstmals erwähnt im Jahr 930 als … et in pago Scodingensi villam unam, Salvamentum nuncupatam, cum ecclesia que est in Appugniaco, in honore Sancti Petri… (… im Gau der Scutinger ein Ort, genannt Salvamentum, mit einer Kirche in Apuniacum, zu Ehren des Heiligen Simon Petrus…). Der spätere Name Saillenard ist eine Verballhornung von Saint-Léonard und taucht um 1270 auf. Dabei handelte es sich um eine Klösterchen oder eher eine Einsiedelei, die sich diesem Heiligen widmete und zum Ortsnamen wurde.

## Geschichte
Der Ort wird erstmals im 10. Jahrhundert als Appuniacum erwähnt, gleichzeitig mit einer Kirche, die St. Peter geweiht war. Diese Kirche bestand aus einem Schiff in romanischem Stil, das nicht gewölbt war. Vorangestellt war ein Glockenturm und unterbrochen wurde es durch ein Querschiff mit einem Kreuzgewölbe. Um 1830 wurde die Kirche aber zu klein für die über 1500 Einwohner, im Übrigen war immer mehr Unterhalt notwendig und 1855 untersagte der Bischof von Autun die Gottesdienste in der Kirche. Der Gemeinderat entschied sich dafür, im Hof des Gemeindehauses einen Raum aus Brettern zu erstellen und mit Stroh zu decken, damit weiterhin Gottesdienste abgehalten werden konnten. Diese Behelfskirche wurde Strohkirche genannt. Inzwischen hatte aber eine Erweiterung der alten Kirche begonnen, die jedoch umgekehrt stand und den Chor im Westen aufwies. Die Baubehörde begründete diese Maßnahme nicht zuletzt damit, dass das Gebäude eleganter wirke und dass zudem der Eingang auf der Seite stünde, von der drei Viertel der Besucher die Kirche betreten. Mit dem Bau der neuen Kirche wurde 1861 begonnen, 1864 wurde sie fertig gestellt. So bestanden in Saillenard eigentlich drei Kirchen, die erste, die eigentlich mehr eine Kapelle war aber gegen Tausend Jahre bestand. Die Strohkirche, die während rund zehn Jahren ihren Dienst schlecht und recht versah, bis sie letztlich zusammenfiel, und schließlich die neue Kirche, die heute noch besteht und dem Heiligen Leonhard geweiht ist.
Der Ort war eine Niederlassung von Saint-Vincent von Mâcon, später stand es unter dem Patronat des Klosters Château-Chalon. Nach dem Tausch zwischen den Grafen von Savoyen und Rudolf II. von Burgund lag er an der nordöstlichen Grenze der Kastellanei von Sagy und gehörte zum Besitz der De Vienne und später d’Antigny. Diese erließen 1275 einen Freibrief zugunsten der Bevölkerung. Später ging die Baronie als Afterlehen an die de Beaurepaire über. Dem Herzog von Burgund, dessen Schutz die Gegend anvertraut war, mussten pro Feuerstelle jährlich zwei Hühner abgegeben werden und jeder Einwohner hatte ein Pfund Wachs oder einen Cent in Silber abzuliefern.
auf dem Gemeindegebiet bestand noch eine weitere Herrschaft, Montroge (heute: Moroge), das Schloss mit seinen Gräben habe auf dem Weg zwischen Kirche und Friedhof gestanden.

### Die Herren von Saillenard
Der Ort befand sich an der Grenze der Kastellanei von Sagy. Das Lehen war Bestandteil der Baronie von Beaurepaire-en-Bresse.
Nebst dem hauptsächlichen Gebiet der Baronie de Beaurepaire, bestand noch ein weiteres Lehen in Moroge, 1619 war es im Besitz von Joachin de la Tour.

## Bevölkerung
| Saillenard: Einwohnerzahlen von 1793 bis 2020 | Saillenard: Einwohnerzahlen von 1793 bis 2020 | Saillenard: Einwohnerzahlen von 1793 bis 2020 | Saillenard: Einwohnerzahlen von 1793 bis 2020 | Saillenard: Einwohnerzahlen von 1793 bis 2020 |
| --- | --------------------------------------------- | --------------------------------------------- | --------------------------------------------- | --------------------------------------------- |
| Jahr |                                               |                                               |                                               | Einwohner                                     |
| 1793 | 1793                                          |                                               | 1.356                                         | 1.356                                         |
| 1800 | 1800                                          |                                               | 1.393                                         | 1.393                                         |
| 1806 | 1806                                          |                                               | 1.444                                         | 1.444                                         |
| 1821 | 1821                                          |                                               | 1.505                                         | 1.505                                         |
| 1831 | 1831                                          |                                               | 1.575                                         | 1.575                                         |
| 1836 | 1836                                          |                                               | 1.538                                         | 1.538                                         |
| 1841 | 1841                                          |                                               | 1.607                                         | 1.607                                         |
| 1846 | 1846                                          |                                               | 1.612                                         | 1.612                                         |
| 1851 | 1851                                          |                                               | 1.575                                         | 1.575                                         |
| 1856 | 1856                                          |                                               | 1.500                                         | 1.500                                         |
| 1861 | 1861                                          |                                               | 1.467                                         | 1.467                                         |
| 1866 | 1866                                          |                                               | 1.452                                         | 1.452                                         |
| 1872 | 1872                                          |                                               | 1.515                                         | 1.515                                         |
| 1876 | 1876                                          |                                               | 1.600                                         | 1.600                                         |
| 1881 | 1881                                          |                                               | 1.429                                         | 1.429                                         |
| 1886 | 1886                                          |                                               | 1.376                                         | 1.376                                         |
| 1891 | 1891                                          |                                               | 1.400                                         | 1.400                                         |
| 1896 | 1896                                          |                                               | 1.443                                         | 1.443                                         |
| 1901 | 1901                                          |                                               | 1.371                                         | 1.371                                         |
| 1906 | 1906                                          |                                               | 1.395                                         | 1.395                                         |
| 1911 | 1911                                          |                                               | 1.368                                         | 1.368                                         |
| 1921 | 1921                                          |                                               | 1.174                                         | 1.174                                         |
| 1926 | 1926                                          |                                               | 1.152                                         | 1.152                                         |
| 1931 | 1931                                          |                                               | 1.077                                         | 1.077                                         |
| 1936 | 1936                                          |                                               | 1.056                                         | 1.056                                         |
| 1946 | 1946                                          |                                               | 1.013                                         | 1.013                                         |
| 1954 | 1954                                          |                                               | 883                                           | 883                                           |
| 1962 | 1962                                          |                                               | 906                                           | 906                                           |
| 1968 | 1968                                          |                                               | 754                                           | 754                                           |
| 1975 | 1975                                          |                                               | 582                                           | 582                                           |
| 1982 | 1982                                          |                                               | 586                                           | 586                                           |
| 1990 | 1990                                          |                                               | 546                                           | 546                                           |
| 1999 | 1999                                          |                                               | 561                                           | 561                                           |
| 2009 | 2009                                          |                                               | 715                                           | 715                                           |
| 2014 | 2014                                          |                                               | 776                                           | 776                                           |
| 2020 | 2020                                          |                                               | 793                                           | 793                                           |
| Quelle(n): EHESS/Cassini bis 2006, ab 2009 INSEE Anmerkung(en): • Ab 1962 offizielle Zahlen ohne Einwohner mit Zweitwohnsitz • Höchste Einwohnerzahl 1848 mit 1612, tiefste Einwohnerzahl 1990 mit 546 (33,9 % vom Maximum) |                                               |                                               |                                               |                                               |

| Bevölkerungsstruktur | Anzahl Einwohner | männlich | weiblich | davon Ausländer | Anteil % |
| -------------------- | ---------------- | -------- | -------- | --------------- | -------- |
|                      | 790              | 397      | 393      | 36              | 4,6      |

| Männer | Alterstufe | Frauen |
| ------ | ---------- | ------ |
| 2      | 90 + älter | 6      |
| 39     | 75–89      | 44     |
| 86     | 60–74      | 68     |
| 88     | 45–59      | 94     |
| 60     | 30–44      | 63     |
| 53     | 15–29      | 50     |
| 68     | 0–14       | 68     |

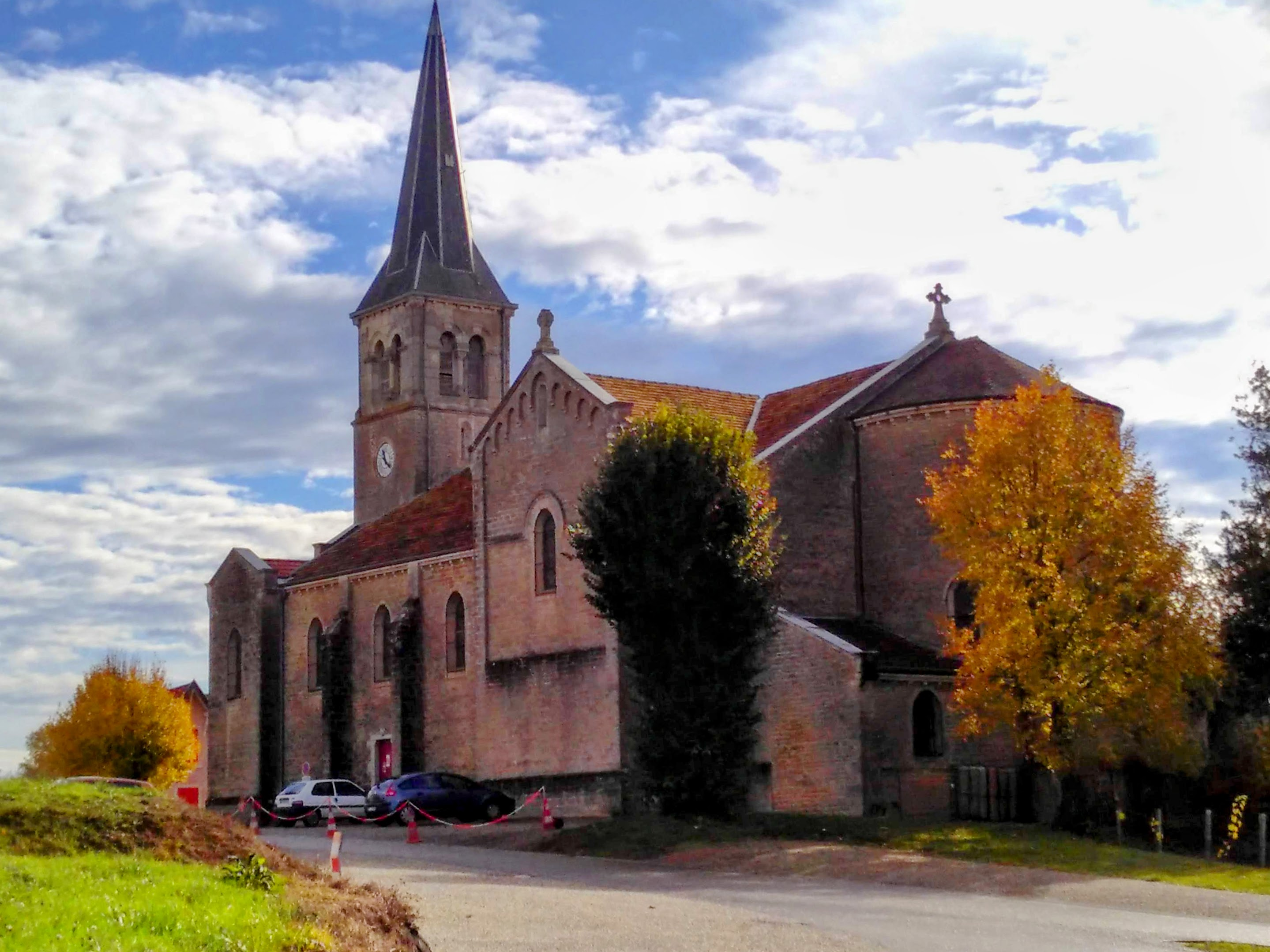
Kirche Saillenard, geweiht dem Heiligen Leonhard

Die Bevölkerungsstruktur zwischen Männern und Frauen ist weitgehend ausgeglichen. Dabei sind 46 % der Bevölkerung jünger als 45 Jahre. Die Gruppe der unter 15-Jährigen macht 17,2 % der Bevölkerung aus. Demgegenüber sind 31 % der Einwohner älter als 60 Jahre und damit im Rentenalter. Diese Struktur dürfte auf die Tatsache zurückzuführen sein, dass seit 1999 dank einer regen Bautätigkeit die Wohneinheiten um 31 % zugenommen haben. Dadurch dürfte ein verstärkter Zuzug von jungen Familien mit Kindern erfolgt sein.
| Wohnstruktur               | Anzahl Wohneinheiten | davon Häuser | Wohnungen | sonstige |
| -------------------------- | -------------------- | ------------ | --------- | -------- |
|                            | 462                  | 447          | 14        | 1        |
| davon Hauptwohnsitz        | 366                  |              |           |          |
| Zweit- oder Ferienwohnsitz | 64                   |              |           |          |
| vakant                     | 32                   |              |           |          |

## Wirtschaft und Infrastruktur

### Unternehmen, Betriebe, Ladengeschäfte und Einrichtungen
In der Gemeinde gibt es nebst Kirche (heute dem Heiligen Leonhard geweiht) und Mairie (Gemeindehaus) folgende Unternehmen nach Branchen:
| Branche                                                           | Anzahl Betriebe |
| ----------------------------------------------------------------- | --------------- |
| Industrie und verarbeitendes Gewerbe                              | 5               |
| Baugewerbe                                                        | 4               |
| Groß- und Einzelhandel, Verkehr, Beherbergung und Gastronomie     | 12              |
| Information und Kommunikation                                     |                 |
| Finanz- und Versicherungsdienstleistungen                         | 1               |
| Grundstücks- und Wohnungswesen                                    | 4               |
| Freiberufliche, wissenschaftliche und technische Dienstleistungen | 7               |
| Öffentliche Verwaltung, Unterricht, Gesundheits- und Sozialwesen  | 4               |
| Sonstige Dienstleistungen                                         | 5               |
| Land- und Forstwirtschaftsbetriebe                                | 14              |

In der Gemeinde befinden sich eine Bäckerei und eine Metzgerei, ein Supermarkt, ein Coiffeursalon, eine Immobilienagentur und ein Kleiderladen. Ferner befinden sich im Ort eine Autogaragen, ein Generalunternehmen der Baubranche, zwei Bauhandwerksbetriebe, ein Elektriker, ein Fußballplatz und ein Pferdezentzentrum, ein Restaurant, eine Gîte und eine Post. Mit weiteren Gütern des täglichen Bedarfs versorgen sich die Einwohner weitgehend in Bletterans.

### Geschützte Produkte in der Gemeinde
Als AOC-Produkte sind in Saillenard Morbier, Comté und Crème et beurre de Bresse zugelassen, ferner Volaille de Bresse und Dinde de Bresse.

### Bildungseinrichtungen
In der Gemeinde besteht eine École primaire (École maternelle und École élémentaire), die der Académie de Dijon untersteht und von 48 Schülern besucht wird. Für die Schule gilt der Ferienplan der Zone A.